# Dala Airport
Dala Airport (IATA: BLE, ICAO: ESSD) är en regional flygplats, flygbas och tidigare krigsflygfält belägen vid Rommehed i utkanten av Romme i Borlänge kommun. Flygplatsens officiella namn är enligt Luftfartsverket och Transportstyrelsen Borlänge flygplats. Flygplatsen ska inte förväxlas med Dala-Järna flygfält, som har ICAO-Koden ESKD. Borlänge flygplats drivs av AB Dalaflyget, vilket är ett samägt bolag av Landstinget Dalarna, Borlänge, Falu samt Mora kommun. AB Dalaflyget äger inga fastigheter och ingen mark.  Flygplatsen är sjuktransportflygplats för Falu lasarett. Betydelsen för sjuktransporter har inte minskat trots att Landstinget Dalarna har byggt en landningsplats för helikoptrar vid Falu lasarett. Detta eftersom ambulansflygplanen inte kan landa på helikopterplattan. Helikoptrarna nyttjar även Dala Airport vid viss väderlek, när man flyger in på flygplatsens instrumentlandningssystem (ILS) samt även vid mellanlandningar för tankning.

## Historia
Flygplatsområdet har en lång historia av militär närvaro. År 1796–1908 tjänade området som exercisfält för Dalregementet (I 13) vilket var förlagt till Rommehed. Regementets verksamhet flyttade år 1908 till Falun och det stora exercisfältet som arrenderades kunde därmed förfogas för annan verksamhet. Flygfältet började framväxa under 1910-talet och den första flygningen ägde rum 1913 då Hugo Sundstedt lyfte med sin Blériotmaskin för att genomföra en flyguppvisning på uppdrag av företaget Åhlén & Holm. I samband med Flygvapnets bildande 1926 fick fältet status som militärt mellanlandningsfält.

### 1930-talet
Vid mitten av 1930-talet påbörjades fällning av skog kring exercisfältet för att skapa förutsättningar att utvidga flygfältsområdet. 1937 genomfördes den första flygdagen i flygfältets historia vilket bevittnades av en stor mängd människor. Med anledning av det försämrade omvärldsläget under slutet av 1930-talet beslutade staten i juni 1939 att 19 nya krigsflygfält skulle anläggas. Detta beslut utvidgades i samband med andra världskrigets utbrott och kom att omfatta en utbyggnad av det som då kallades Rommehedsfältet till krigsflygfält. Utbyggnaden påbörjades i november 1939.

### 1940-talet
Rommehedsfältets utbyggnad till Krigsflygfält 15 färdigställdes i september 1940. Borlänge-Domnarvets Flygklubb från Bysjön i Kvarnsveden flyttade 1943 till det nya fältet i Rommehed, vilket skapade förutsättningar för ytterligare expansion.

### 1950-talet
I november 1956 genomfördes för första gången en repetitionsövning på flygfältet och sex stycken artilleriflygförare mönstrade in. 1958 genomfördes den största flygdagen i fältets historia.

### 1960-talet
1961 avhemligades krigsflygfältet och överfördes till kategorin övningsflygfält vilket möjliggjorde försök med reguljära flygningar. Få nyttjade dock flyget under försöksperioden och den dåvarande huvudägaren Stora Tuna landskommun var inte nöjd med resultaten. Trots detta startade Linjeflyg 1962 reguljära flygningar från Stockholm-Bromma flygplats via Borlänge till Östersund. Flygningarna utfördes under sommaren med Douglas DC-3 och flögs vardagar samt lördag. Flygtiden var beräknad till 50 minuter. I tidtabellerna skrevs flygfältet ut med grannkommunens centralort Borlänge istället för Romme som då var centralort i Stora Tuna landskommun.
Flyglinjen ändrades under 1963 till att trafikera Göteborg-Torslanda via Karlstad och Borlänge. Flygningarna utfördes under sommaren 1963 med Convair Metropolitan. På grund av bristande kundunderlag lades dock linjen ned 1963. Linjeflyg återkom dock med reguljärflyg redan 1965. Under året flög totalt 647 personer med inrikesflyget. Detta gjorde flygfältet till landets minsta räknat i antalet reguljärt resande. Det starkt begränsade kundunderlaget medförde att Linjeflyg hyrde in den mindre flygplanstypen Aero Commander för att utföra flygningarna på sträckan. 1967 utfördes en flygning per vardag med en flygtid på 45 minuter. Flighten från Stockholm-Bromma fortsatte efter mellanlandning i Borlänge mot Karlstad-Jakobsberg, Göteborg-Torslanda på vägen mot slutdestinationen Malmö-Bulltofta.
Flygfältet blev en flygplats då flygvapnet moderniserade sina anläggningar och den första asfalterade rullbana anlades. 1968 påbörjades projekteringen för den nya krigsbasen i Bas 60 systemet och benämndes då Fält 50.

### 1970-talet
Flygplatsen övergick den 1 januari 1971 till den nybildade Borlänge kommun vilken uppstod genom en sammanslagning av Stora Tuna landskommun och Borlänge stad. Den nya kommunen såg ett stort behov av förbättrade faciliteter vid flygplatsen då resandet ökat kraftigt mellan 1970 och 1971. Ny mark inköptes därför av kommunen för att uppföra en ny terminalbyggnad. Den äldre terminalbyggnaden vilken bestod av en röd trästuga revs 1972 i samband med att nya Dala Airport invigdes. Ännu korsades dock rullbanan av en cykel- och gångväg till badplatsen i den närliggande Långsjön. Framtidstron för flygplatsen var stor och landshövdingen i Kopparbergs län beskrev 1972 utvecklingsmöjligheter som "här gror... fröet till en industriflygplats, som skulle kunna få väsentlig betydelse för stora delar av Mellansverige". Kommunalrådet Börje Andersson presenterade 1973 de stora framtidsplanerna för flygplatsen. Kommunen ville bland annat att den skulle expandera som industriflygplats med omfattande internationell flygtrafik. Planerna ledde till protester från närboende och några bönder som ägde mark i närheten av flygplatsen vägrade att sälja den.
Under sommaren 1975 flög Linjeflyg två dubbelturer till Stockholm-Bromma, en enkeltur till Östersund samt en enkeltur till Göteborg-Torslanda via Karlstad-Jakobsberg. Samtliga linjer trafikerades vardagar och lördagar samt Stockholm även söndag. Flygningarna utfördes med Convair Metropolitan. Linjeflyg genomförde den 31 mars 1979 sin sista flygning med Convair Metropolitan på sträckan Borlänge-Stockholm.

### Guldåren (1980–1990)
År 1985 tog Luftfartsverket över flygtrafiktjänsten vid Dala Airport. Det svenska flygbolaget Linjeflyg fick många nya passagerare när de år 1988 satte in Fokker F-28, ett tvåmotorigt jetplan. Biljetter såldes med priser från 200 kronor Dala Airport - Arlanda. Bullret och fotogenlukten från Fokker F-28 ledde efter ett par månader till kraftiga protester från många närboende som skrev brev och uppvaktade länsstyrelsen med krav på åtgärder. Den 30 december lämnade Dala Airport in en ansökan till koncessionsnämnden om miljötillstånd för en kraftigt utökad verksamhet. 1988 hade flygplatsen 5 600 flygplansrörelser per år med reguljärt flyg (Fokker F-28 och Saab 340) men om man skulle växa måste fler rörelser få tillåtas och därför ansökte man om tillstånd att få öka flygtrafiken till 7100 rörelser. Ansökan innehöll också en förfrågan om att från 1996 få tillstånd att göra 10 240 rörelser per år. Omräknat till passagerare handlade det om 600 000 passagerare om planen i genomsnitt har 60 passagerare.
I mars 1989 gav Banverket ut en lättförstålig presentation av Arlandabanan med bilder och kartor i färg där det mycket tydligt framgår att tågen från Borlänge till Stockholm kommer att stanna vid ny järnvägsstation under Arlanda flygplats. Denna kraftiga signal om att fler resenärer från Borlänge/Falun från mitten av 1990-talet kommer att välja tåget nonchalerades, åtminstone utifrån sett, helt av Dala Airport. En teori om denna felaktiga bedömning är Dala Airport AB kanske trodde att snabba direkt tåg mellan Arlanda och Stockholm C via Arlandabanan, skulle gynna flygalternativet vid resor till Stockholm. Många resenärer från Dala Airport hade på den tiden Stockholm som slutdestination. Tåget tog 2½ timme Borlänge-Märsta (idag 2 timmar till Arlanda). Med tåg åkte man till Märsta och sedan buss Märsta-Arlanda för att komma till flygterminalerna på Arlanda. De som förespråkade flyget framhöll denna resa som oattraktiv om de ville flyga vidare till andra destinationer från Arlanda. (Idag går tåget till en järnvägsstation rakt under en av flygterminalerna på Arlanda.) En grupp grannar som protesterat mot trafiken med Fokker F-28 skrev till vd för STORA, generaldirektören för Vägverket med flera toppchefer i Dalarna och framhåller att de inte krävde ett totalförbud för flyget, något som de blivit anklagade för i pressen. Däremot ville de ha ett stopp för trafiken med Fokker F-28, bland annat av skälet att det inte skulle behövas ett så stort plan i framtiden eftersom antalet resenärer skulle minska och att Dala Airports prognos enligt gruppen var helt gripen ur luften.
I mars 1990 publicerade Transportrådet en utredning om Arlandabanan där det i sammanfattningen står att en effekt av Arlandabanan skulle bli att flyglinjer till orter inom 20–25 mil från Arlanda inte kommer att behövas. Dala Airport hade dock inte riktigt samma syn och i ansökan om tillstånd enligt Miljöskyddslagen påstod Dala Airport att antalet passagerare skulle fortsätta att öka mycket kraftigt. De bullrande och tekniskt omoderna Fokker F-28-planen som Linjeflyg använde skulle ersättas med nyare betydligt större men ändå tystare Boeing 737-400. Fokker F-28-planen klassades av European Civil Aviation Conference (ECAC) som ett så kallat Chapter 2-flygplan, en typ som blev förbjuden att nyregistrera för internationell trafik inom EU från november 1990 och som det idag inte är tillåtet att använda i Sverige på grund av alltför höga bullernivåer.
Rommegruppen för kultur och miljö, som var en lokal miljögrupp, lämnade in 107 namnlistor från boende kring flygplatsen med fullmakter för tre personer till Koncessionsnämnden för miljöskydd där de krävde att störningarna från flyget i form av buller, vatten- och luftföroreningar minskas kraftigt. Ombuden, varav ett är docenten, sedermera professorn i miljörätt, Staffan Westerlund krävde förbud för trafik med Fokker F-28 och andra civila flygplan som klassas som Chapter 2 ur bullersynpunkt. De propagerade också för att man skulle satsa på tåg i stället för flyg och på så sätt minska resandet med flyg till Arlanda. De höga passagerarsiffrorna i Dala Airports ansökan fick ombudet Staffan Westerlund att begära att Koncessionsnämnden för miljöskydd skulle pröva frågan om Romme över huvud taget var en lämplig plats för den verksamhet som beskrevs i ansökan. Landningsbanan korsar en viktig vattentäkt, en troligen miljontals år gammal sträckning för en föregångare till Daläven. Denna gamla älvfåra är urgröpt i berggrunden och nu fylld av sand, grus och kullersten. Den gamla älvfåran som ligger 50-100 meter under den nuvarande marknivån används som grundvattentäkt för Borlänge med flera kommuner.
1990, ett år efter Banverkets presentation av Arlandabanan, slog flygplatsen rekord med den högsta resandesiffran genom tiderna för Dala Airport. Flygplatsen noterade 210 075 resenärer vid årets slut, vilket är cirka 1 000 fler än året innan.
1991 fick flygplatsen ett tillstånd enligt Miljöskyddslagen som innehöll ett antal villkor som bland annat innebar förbud för trafik med Fokker F28 från och med år 1996, krav på nytt dagvattensystem och max 80 decibel vid fasad för bostäder som inte fått extra bullerdämpande fönster.

### Flygmarknaden avregleras (1992–1996)
Ännu en gång satsade Försvarsmakten på flygplatsen och invigde 1992 en ny krigsbas av typ bas 90. Den 1 juli samma år avreglerades inrikesflyget i Sverige vilket innebär att alla svenska företag som så önskade hade möjlighet att starta inrikes flygtrafik, och bestämma priserna själva. Inget bolag skulle ha företrädesrätt. I praktiken innebar avregleringen att konkurrensen ökade på de mest trafikerade inrikeslinjerna, biljettpriserna sjönk på dessa linjer, medan priserna däremot steg på linjer med färre passagerare. SAS och Linjeflyg hade tidigare subventionerat regional trafik med stora belopp, huvudsakligen för att biljettpriserna var reglerade och baserades på avstånd, inte på linjens lönsamhet. En ny myndighet, Rikstrafiken, subventionerade nu istället lägstbjudande operatör på olönsamma linjer, vilket gjorde att operatören måste ta så mycket som möjligt betalt, och låta antal flygningar och planstorlek minska, eftersom varje linje måste gå så lite i förlust, i kronor räknat, som möjligt. Högre biljettpriser skrämde särskilt bort privatresenärer, så flygningarna fick baseras på affärsresenärer. De vill ha hög turtäthet för att slippa vänta. Får de vänta före/efter möten eller anslutande flyg tar de gärna tåget eller bilen istället (det är 19 mil till Arlanda och 23 mil till Stockholm). Borlänge drabbades hårdare än många andra flygplatser med sitt korta avstånd till Stockholm eftersom stigande biljettpriser lockade över folk till bil eller tåg. Ett annat skäl var att staten i lågkonjunkturen under 1990-talet blev striktare med hur tjänsteresor görs och att många företag följer efter.
1993 hölls VM i segelflyg på Dala Airport. Flygplatsen var då världens mest trafikerade under startförloppet med 228 flygplansrörelser (en rörelse = en start eller landning) på 52 minuter. Flygplatsen är den enda i världen som haft ett VM i segelflyg och samtidigt haft reguljär flygtrafik. Flera event hölls vid Dala Airport, som Flyget dag. 1995 breddades den asfalterade rullbanan till 45 m och samtidigt miljöanpassades flygplatsens dräneringssystem. Detta enligt de villkor som verksamheten fick i sitt miljötillstånd. Dala Airports prognos för antalet passagerare visade sig vara helt felaktig. I stället för att öka med mer än 100 % jämfört med toppåret 1990 hade antal resenärer nästan halverats. De stora underskotten i verksamheten täckes genom tillskott av pengar från delägarna, Landstinget Dalarna, Borlänge och Falu kommun. Orsakerna till de enormt felaktiga prognoserna för antalet passagerare som gjordes i början på 1990-talet har aldrig blivit offentliga. Möjligen kan styrelsen ha hoppats på att Dala Airport skulle kunna bli något som liknar det som Skavsta flygplats är idag. Ingen närmare förklaring finns i inlämnade handlingar när bolaget ansökte om miljötillstånd. Det fanns redan 1990 ej publicerade bedömningar från andra regionala flygbolag än Linjeflyg som redan då pekade mot ett lägre passagerarantal i framtiden.
Tittar man på antalet inrikes passagerare på alla svenska flygplatser så var år 1990 ett extremt toppår med 8,7 miljoner passagerare. Åren därefter minskade antalet resenärer och därefter har antalet inrikes passagerare varje år legat på en lägre nivå än år 1990.

### Dala Airport i kris (1997–2005)
Regionalflygbolaget Highland Air började 1997 att flyga till Göteborg-Landvetter. I april fick de konkurrens av Airborne som startade trafik på samma sträcka fast med Göteborg-City Airport som destination. Linjen till Köpenhamn som tidigare trafikerats av SAS övertogs 1997 av Skyways. Det första planet lyfte den 31 mars klockan 16.25, till skillnad från Skyways övriga flygningar fanns det även Business Class på sträckan genom ett samarbete med SAS. 1997 gick Air Nordic i konkurs, flygbolaget hade sedan några år tillbaka opererat med Fokker F-27 på bland annat sträckan Borlänge-Stockholm. Linjen övertogs av Skyways som fick en allt starkare ställning på flygplatsen, de beslutade därför att lägga en av sina tekniska baser på flygplatsen, för underhåll av företagets Fokker 50. Under året hölls Nordic Aviation Exhibition i Borlänge.
Passagerarkapaciteten för planen som lyfte till Dala Airport minskade successivt, och efter 1999 då den nya Arlandabanan invigts blev läget allt mer kritiskt. Den nya tågförbindelsen till Stockholm via Arlanda C tog allt fler marknadsandelar. Flygplatsledningen hade hoppats att banan skulle göra flyglinjen mer attraktiv för dem som skulle till Stockholm, men fler och fler som skulle byta flyg på Arlanda tog istället tåget. 2002, tio år efter inrikesflygets avreglering, hade Dala Airport tappat nästan 75 % av alla resande. Vid årets slut kunde man skrapa ihop 44 637 resenärer under det gångna året och fallet fortsatte. 2005 hade flygplatsen 36 019 resenärer och en politisk debatt blossade upp kring flygplatsens vara eller icke vara inför riksdagsvalet 2006. Vänsterpartiets gruppledare i Borlänge Leif Lindström ville lägga ner flygplatsen eftersom flyget från Dala Airport då var ett renodlat "direktörsflyg".. Nils Gossas som företrädde Miljöpartiet höll med och hänvisade till statens egen utredning gällande strategiska flygplatser.. I andra partier var det dock tveksamt. Kommunstyrelsens ordförande Peter Hultqvist satt på två stolar, i Dalabanans intressenter och för Dalaflyget. Något officiellt ställningstagande från Socialdemokraterna fanns aldrig. Centerpartiet och kommunstyrelseledamoten Sofia Karlsson påpekade att man hade haft en snabbare järnvägsförbindelse med dubbelspår för länge sedan om man slutat att ge bidrag till Dala Airport. Rolf Gunnarsson från Moderaterna menade att man skulle sluta ge bidrag till flygplatsen, men att man inte ville avveckla den. Centerpartiets Ungdomsförbunds regionsordförande Tobias Gillberg höll dock inte med och anklagade Moderaterna, Centerpartiet och Socialdemokraterna för att inte vilja ha konkurrens inom hela transportsektorn på lika villkor, han menade att bilismen och järnvägen fått miljarder i stöd för miljöforskning från bland annat staten medan flyget fått betydligt mindre och därför skulle komma att straffas av partierna på orättfärdiga grunder. Centerpartiets Ungdomsförbund förespråkade istället en utveckling av flygplatsen till ett resecentrum för utlandsresor.

### Charteråren (2006–)
2006 offentliggjorde researrangören Detur att man skulle starta trafik till Antalya och charterflyget gjorde i och med detta sin återkomst till flygplatsen. Året därpå offentliggjorde också researrangören Apollo att man skulle starta trafik till Burgakusten, operatör var Balkan Holidays. Även resekoncernen Ving offentliggjorde att man från år 2008 skulle börja flyga direkt till Mallorca och Kreta.
2007 kunde flygplatsen för första gången sedan 1999 se att antalet resande ökade igen, 365 resenärer plus kunde flygplatsen räkna in vid årets slut. Under 2008 offentliggjorde Fritidsresor att man skulle starta charter till Thailand, flygplanstyp var Boeing 767. Under året gick totalt 25 charteravgångar, det högsta antalet charteravgångar i Dala Airports historia. Resorna gick till Mallorca, Kreta och Gran Canaria med Ving, Gran Canaria med Apollo, Thailand med Fritidsresor och Antalya med Detur.
I augusti 2009 rapporterade medierna om att flygplatsen gått mot strömmen och ökat med 2 % jämfört med föregående år. Detta trots hårdare konkurrens från järnvägen och den ihållande lågkonjunkturen. Det var charterflyget och de två reguljära flyglinjerna till Malmö och Göteborg med flygbolaget Direktflyg som ökat. Detta resulterade bland annat i att Dala Airport fick tillbaka reguljärflyg på söndagar, denna gång till Göteborg, och inte som tidigare då den enda söndagsavgången gick till Stockholm. Men det totala antalet passagerare under år 2009 blev det lägsta sedan 1970-talet, 33 000; det var inrikesflyget som minskade. Enligt en rapport som Transportstyrelsen publicerade under hösten 2009 skulle det totala inrikesflyget i Sverige fortsätta att minska på sträckor under 50 mil på grund av ökande konkurrens från bil, buss och järnväg. År 2010 minskade passagerarantalet ytterligare en aning, ett år då nästan alla stora flygplatser ökade.
Linjen Arlanda-Borlänge var 2008–2011 den klart kortaste linjen från en Stockholmsflygplats, 166 km lång fågelvägen, kortare än då nedlagda linjer som Arlanda-Linköping och Arlanda-Örebro. I september 2011 lades linjen Borlänge-Stockholm som då flögs av Direktflyg ned. Den hade gått med förlust år efter år på grund av för få betalande passagerare. Den 16 september 2013 återupptog Direktflyg linjen med två flygningar per riktning på vardagar, men la ner den året efter.
Under 2012 skedde en ombyggnation av avgångs- och ankomsthallarna på flygplatsen för att förbättra passagerarflödena vid utrikesflygningar med charterplan.

## Om Dala Airport efter 2011
Dala Airport har sedan 2011 reguljär flygtrafik, motor- och segelflyg, fallskärmshoppning, modellflyg och ultralätt flyg samt charter- och skolflyg med tunga passagerarflygplan. På flygplatsen finns bland annat Scandinavian AirTech, Borlänge Flygklubb och Fallskärmsklubben Dala stationerade. I april 2014 meddelade Direktflyg att de skulle lägga ned den dagliga trafiken till Arlanda på grund av för få passagerare. Bolaget meddelade samtidigt att de även skulle avsluta flygningarna till Malmö och Göteborg och de övertogs av AIS Airlines med flygplanstypen Jetstream 32. Efter många inställda flygningar på grund av pilotbrist hade förtroendet för AIS skadats så att färre flög, vilket gjorde att de två linjerna lades ned 2018. Under 2019 fanns bara charterflygningar.

## Landningsbanorna
Asfaltbanan (14/32) är 2 310 meter lång och 45 meter bred. Gräsbanan (12/30) som mest används av segelflyg och ultralätt flyg är 700 meter lång. Till bana 32 finns ILS (Instrument Landing System) medan till bana 14 en NDB (Non-Directional Beacon)-procedur.

## Trafik & statistik

### Flygbolag och destinationer

#### Reguljära destinationer
Inga reguljära destinationer sedan 2018.

#### Charterdestinationer[46]
| Flygbolag         | Destinationer                     |
| ----------------- | --------------------------------- |
| Air Europa        | Gran Canaria [-feb 2022] lördagar |
| Aegean Airlines   | Chania söndagar                   |
| Sunclass Airlines | Rhodos söndagar                   |

| Destinationsland | Destination         | Flygplats     | Öppnad              | Stängd              | Flygbolag                               |
| ---------------- | ------------------- | ------------- | ------------------- | ------------------- | --------------------------------------- |
| Sverige          | Göteborg            | Landvetter    | 1993 1997           | 1996 2000 2018      | Air Nordic Highland Air AIS Airlines    |
| Sverige          | Malmö               | Sturup        |                     | 2018                | AIS Airlines                            |
| Danmark          | Köpenhamn           | Kastrup       | 1995 1997 2000      | 1997 2000           | SAS Skyways Highland Air                |
| Norge            | Oslo                | Gardermoen    | 2006 2012           | 2007 2012           | Direktflyg                              |
| Sverige          | Stockholm           | Arlanda       | 1983 1993 1996 2013 | 1992 1996 2011 2014 | Linjeflyg Air Nordic Skyways Direktflyg |
| Sverige          | Stockholm           | Bromma        | 1962 1965           | 1963 1983           | Linjeflyg                               |
| Sverige          | Sundsvall Härnösand | Midlanda      | 2004                | 2004                | Direktflyg                              |
| Sverige          | Östersund           | Åre Östersund | 1962                |                     | Linjeflyg                               |

### Resande
| År   | Inrikes | Utrikes | Totalt  | Noteringar |
| ---- | ------- | ------- | ------- | ---------- |
| 1965 | 647     | —       | —       | —          |
| 1966 | 579     | —       | —       | —          |
| 1967 | 2 484   | —       | —       | —          |
| 1968 | 3 324   | —       | —       | —          |
| 1969 | 4 314   | —       | —       | —          |
| 1970 | 5 731   | —       | —       | —          |
| 1971 | 9 853   | —       | —       | —          |
| 1972 | 12 187  | —       | —       | —          |
| 1973 | 16 291  | —       | —       | —          |
| 1974 | 23 005  | —       | —       | —          |
| 1975 | 18 257  | —       | —       | —          |
| 1976 | 26 328  | —       | —       | —          |
| 1977 | 24 744  | —       | —       | —          |
| 1978 | 32 978  | —       | —       | —          |
| 1979 | 50 080  | —       | —       | —          |
| 1980 | 52 037  | —       | —       | —          |
| 1981 | 57 514  | —       | —       | —          |
| 1982 | 66 903  | —       | —       | —          |
| 1983 | 74 793  | —       | —       | —          |
| 1984 | 96 673  | —       | —       | —          |
| 1985 | 117 476 | —       | —       | —          |
| 1986 | 142 820 | —       | —       | —          |
| 1987 | 163 976 | —       | —       | —          |
| 1988 | 203 853 | —       | —       | —          |
| 1989 | 203 925 | —       | 210 000 | —          |
| 1990 | 207 281 | —       | —       | —          |
| 1991 | 162 397 | —       | —       | —          |
| 1992 | 154 549 | —       | —       | —          |
| 1993 | 145 571 | —       | —       | —          |
| 1994 | 122 588 | —       | —       | —          |
| 1995 | 107 046 | —       | —       | —          |
| 1996 | 92 337  | 26 931  | 119 268 | —          |
| 1997 | 86 419  | 31 747  | 118 166 | —          |
| 1998 | 86 817  | 18 768  | 105 585 | —          |
| 1999 | 91 428  | 17 437  | 108 865 | —          |
| 2000 | 81 827  | 9 416   | 91 243  | —          |
| 2001 | 72 025  | 219     | 72 244  | —          |
| 2002 | 52 470  | 308     | 52 778  | —          |
| 2003 | 43 948  | 689     | 44 637  | —          |
| 2004 | 38 580  | 166     | 38 746  | —          |
| 2005 | 35 324  | 695     | 36 019  | —          |
| 2006 | 29 780  | 3 696   | 33 476  | —          |
| 2007 | 29 441  | 4 400   | 33 841  | —          |
| 2008 | 27 732  | 8 888   | 36 620  | —          |
| 2009 | 23 807  | 10 081  | 33 888  | —          |
| 2010 | 19 347  | 14 464  | 33 811  | —          |
| 2011 | 19 716  | 16 659  | 36 375  | —          |
| 2012 | 17 402  | 21 917  | 39 319  | —          |
| 2013 | 17 851  | 21 099  | 38 950  | —          |
| 2014 | 11 876  | 22 356  | 34 232  | —          |
| 2015 | 10 839  | 21 503  | 32 342  | —          |
| 2016 | 10 322  | 16 482  | 26 804  | —          |
| 2017 | 6 564   | 22 980  | 29 544  | —          |
| 2018 | 2 497   | 23 924  | 26 421  | —          |
| 2019 | 504     | 20 873  | 21 377  | —          |
| 2020 | 689     | 4 105   | 4 794   | —          |
| 2021 | 616     | 756     | 1 372   | —          |
| 2022 | 780     | 10 247  | 11 027  | —          |

## Från och till flygplatsen
Avfart från riksväg 70 mot Dala Airport, cirka 7 km söder om Borlänge centrum. Flygplatsen erbjuder parkeringsmöjligheter i form av bevakad samt obevakad parkering. Avståndet till kommunhuvudorter i närheten är för Borlänge 8 km, Säter 18 km, Falun 26 km, Gagnef 33 km, Smedjebacken 41 km, Ludvika 46 km, Leksand 51 km, Rättvik 71 km, Vansbro 97 km, Mora 108 km och Orsa 119 km.

### Buss
Dalatrafiks linje 1 går mellan Dala Airport och Borlänge centrum.

### Hyrbil
Hämtning av hyrbil på flygplatsen erbjuds av Hertz, Avis och Europcar.

## På flygplatsen
Informationsdisk och incheckningsdiskar finns i avgångshallen, här finns också en restaurang. Flygplatsen har också två konferensrum.